# Manono (république démocratique du Congo)
Pour les articles homonymes, voir Manono.
Manono est un territoire et une localité de la province du Tanganyika en république démocratique du Congo. Les ressources minières de la région en ont fait la réputation.

## Transports
Entre Manono et le port de Muyumba à la Lualaba, il y avait une voie ferrée à voie étroite qui est maintenant fermée.

## Évêché
- Diocèse de Manono
- Cathédrale de Manono